# Amerikaans kenteken
Amerikaanse kentekens worden uitgegeven door de afzonderlijke staten en door andere (federale) overheden. De kentekens kunnen variëren, men kan kleur en afbeelding zelf bepalen en vaak staat er een motto per staat op de plaat. Ook dit motto verandert in de jaren. Vaak worden deze platen gemaakt in gevangenissen in de Verenigde Staten.
| Staat                       | Kentekenplaat | Motto                             |                      | Staat  | Kentekenplaat          | Motto |
| Alabama                     |               | Stars Fell on Alabama             | Montana              |        | Treasure State         |       |
| Alaska                      |               | Celebrating Statehood             | Nebraska             |        | Cornhusker State       |       |
| Arizona                     |               | Grand Canyon State                | Nevada               |        | Silver State           |       |
| Arkansas                    |               | The Natural State                 | New Hampshire        |        | Live free or die       |       |
| California                  |               | The Golden State                  | New Jersey           |        | Garden State           |       |
| Colorado                    |               | Centennial State                  | New Mexico           |        | Land of Enchantment    |       |
| Connecticut                 |               | Constitution State                | New York             |        | The Empire State       |       |
| Delaware                    |               | The First State                   | North Carolina       |        | Tar Heel State         |       |
| Florida                     |               | Sunshine State                    | North Dakota         |        | Peace Garden State     |       |
| Georgia                     |               | Georgia … on my mind, Peach State | Ohio                 |        | Birthplace of Aviation |       |
| Hawaï                       |               | Aloha State                       | Oklahoma             |        | Sooner State           |       |
| Idaho                       |               | Famous Potatoes                   | Oregon               |        | Beaver State           |       |
| Illinois                    |               | Land of Lincoln                   | Pennsylvania         |        | Keystone State         |       |
| Indiana                     |               | Hoosier State                     | Rhode Island         |        | Ocean State            |       |
| Iowa                        |               | Natural Resources                 | South Carolina       |        | Palmetto State         |       |
| Kansas                      |               | Sunflower State                   | South Dakota         |        | Mount Rushmore State   |       |
| Kentucky                    |               | Bluegrass State                   | Tennessee            |        | Volunteer State        |       |
| Louisiana                   |               | Pelican State                     | Texas                |        | Lone Star State        |       |
| Maine                       |               | Vacationland                      | Utah                 |        | Beehive State          |       |
| Maryland                    |               | Old Line State                    | Vermont              |        | Green Mountain State   |       |
| Massachusetts               |               | The Spirit of America             | Virginia             |        | Mother of States       |       |
| Michigan                    |               | Great Lakes State                 | Washington           |        | Evergreen State        |       |
| Minnesota                   |               | North Star State                  | West Virginia        |        | Mountain State         |       |
| Mississippi                 |               | Magnolia State                    | Wisconsin            |        | Badger State           |       |
| Missouri                    |               | Show Me State                     | Wyoming              |        | Cowboy State           |       |
| Gebied                      | Kentekenplaat | Motto                             |                      | Gebied | Kentekenplaat          | Motto |
| Amerikaanse Maagdeneilanden |               |                                   | Noordelijke Marianen |        |                        |       |
| Amerikaans-Samoa            |               |                                   | Puerto Rico          |        |                        |       |
| Guam                        |               |                                   | District of Columbia |        |                        |       |